# Dragon Ball Daima
Dragon Ball Daima (jap. ドラゴンボール大魔 Doragon Bōru Daima) ist eine Anime-Fernsehserie von Tōei Animation, die seit Oktober 2024 weltweit veröffentlicht wird. Die Serie ist der neueste Ableger des Dragon-Ball-Universums, das von Akira Toriyama erschaffen wurde.

## Handlung
Im Zentrum der Geschichte steht ein unerwartetes Ereignis, das dazu führt, dass die Hauptfiguren der Serie, darunter Son-Goku, Vegeta, Bulma, Piccolo und andere bekannte Charaktere, auf mysteriöse Weise in kindliche Versionen ihrer selbst verwandelt werden.
Dieses Ereignis wird von einer unbekannten, neuen Bedrohung ausgelöst, die in irgendeiner Weise die Dragon Balls manipuliert hat, um diese Verwandlung herbeizuführen. Die Charaktere müssen nicht nur herausfinden, wer hinter dieser Bedrohung steckt, sondern auch einen Weg finden, um ihre normale Größe und Kraft wiederzuerlangen. Trotz ihrer neuen Gestalt sind Son Goku und seine Freunde weiterhin entschlossen, die Welt vor der neuen Gefahr zu schützen, die möglicherweise weit über die bekannten Dimensionen des Dragon-Ball-Universums hinausgeht.

## Charaktere
- Son Goku: Der Saiyajin-Krieger und Held der Serie, der in eine jüngere Version seiner selbst verwandelt wurde. Trotz seiner verminderten Größe bleibt er entschlossen, die neue Bedrohung zu besiegen.
- Vegeta: Son Gokus ewiger Rivale und Prinz der Saiyajins. Auch er ist von der Transformation betroffen und versucht, seine neue Form so schnell wie möglich zu überwinden.
- Bulma: Son Gokus langjährige Freundin und geniale Erfinderin. Sie spielt erneut eine Schlüsselrolle, da sie versucht, eine Lösung für die Transformation zu finden.
- Piccolo: Der Namekianer und Mentor von Son Gohan, der ebenfalls von der Verwandlung betroffen ist. Er unterstützt die Gruppe weiterhin mit seiner Weisheit und Kampferfahrung.

## Produktion und Veröffentlichung
Die Serie wird von Tōei Animation produziert. Ähnlich wie bei Dragon Ball Super war Dragon Ball-Schöpfer Akira Toriyama maßgeblich in die Entwicklung eingebunden. Er hat die Handlung und das Skript entworfen sowie Designs für Charaktere und die Welt entwickelt. In einem Interview erklärte er, dass die Idee, die Charaktere in kindliche Formen zu verwandeln, ihm besonders viel Spaß gemacht habe und es ihm ermögliche, die Geschichte mit einem frischen Blickwinkel anzugehen. Das Drehbuch wurde auf Grundlage des Konzepts von Yūko Kakihara geschrieben und das Charakterdesign von Katsuyoshi Nakatsuru für die Animationen adaptiert. Die Regie der Serie wird von Aya Komaki geführt, für die einzelnen Folgen führte Yoshitaka Yashima Regie. Die künstlerische Leitung lag bei Maya Kasai, die Computeranimationen leitete Yoshitaka Ikegami und für die Kameraführung war Naoyuki Wada verantwortlich. Die Produzenten waren Mamoru Kunihiro und Taku Hirokawa.
Der Anime wurde im Oktober 2023 erstmals angekündigt. Die Erstausstrahlung der Serie erfolgte vom 11. Oktober 2024 bis 28. Februar 2025 bei Fuji TV in Japan. Parallel wurde der Anime weltweit im Simulcast gleichzeitig zu Japan auf internationalen Streaming-Plattformen veröffentlicht. Crunchyroll und andere Streamingdienste brachten die Serie in Nordamerika, Europa und weiteren Regionen heraus.

## Musik
Die Musik wurde komponiert von Kōsuke Yamashita. Der Vorspann ist unterlegt mit dem Lied Jaka Jaan von Zedd ft. C&K mit einem Text von Yukinojo Mori. Der deutsche Produzent Zedd, dem die Komposition des Liedes angeboten wurde, war bereits zuvor bekennender Fan des Franchises. und das Abspannlied ist Nakama von Zedd ft. Ai.

## Synchronisation
| Rolle      | japanischer Sprecher (Seiyū) |
| ---------- | ---------------------------- |
| Son Gokū   | Masako Nozawa                |
| Son Goten  | Masako Nozawa                |
| Glorio     | Koki Uchiyama                |
| Panzy      | Fairouz Ai                   |
| Shenlong   | Ryūzaburō Ōtomo              |
| Gomah      | Showtaro Morikubo            |
| Dr. Arinsu | Yōko Hikasa                  |
| Erzähler   | Naoki Tatsuta                |

## Episodenliste
| Nr. (ges.) | Nr. (St.) | Deutscher Titel | Originaltitel | Erstausstrahlung Japan | Deutschsprachige Erstveröffentlichung (D/A/CH) |
| ---------- | --------- | --------------- | ------------- | ---------------------- | ---------------------------------------------- |
| 1          | 1         | Verschwörung    | インボウ      | 11. Okt. 2024          | -                                              |
| 2          | 2         | Glorio          | グロリオ      | 18. Okt. 2024          | -                                              |
| 3          | 3         | Daima           | ダイマ        | 25. Okt. 2024          | -                                              |
| 4          | 4         | Gesprächig      | オシャベリ    | 1. Nov. 2024           | -                                              |
| 5          | 5         | Panzy           | パンジ        | 8. Nov. 2024           | -                                              |
| 6          | 6         | Blitze          | イナジマ      | 15. Nov. 2024          | -                                              |
| 7          | 7         | Halsband        | クビワ        | 22. Nov. 2024          | -                                              |
| 8          | 8         | Tamagami        | タマガミ      | 29. Nov. 2024          | -                                              |
| 9          | 9         | Diebe           | トウゾク      | 6. Dez. 2024           | -                                              |
| 10         | 10        | Ozean           | ウナバラ      | 13. Okt. 2024          | -                                              |
| 11         | 11        | Legende         | デンセツ      | 20. Dez. 2024          | -                                              |
| 12         | 12        | Wahre Stärke    | ソコヂカラ    | 27. Dez. 2024          | -                                              |
| 13         | 13        | Überraschung    | サプライズ    | 10. Jan. 2025          | -                                              |
| 14         | 14        | Tabu            | タブー        | 17. Jan. 2025          | -                                              |
| 15         | 15        | Das dritte Auge | サードアイ    | 24. Jan. 2025          | -                                              |
| 16         | 16        | Degesu          | デゲス        | 31. Jan. 2025          | -                                              |
| 17         | 17        | Goah            | ゴマー        | 7. Feb. 2025           | -                                              |
| 18         | 18        | Erwachen        | メザメ        | 14. Feb. 2025          | -                                              |
| 19         | 19        | Betrug          | ウラギリ      | 21. Feb. 2025          | -                                              |
| 20         | 20        | Maximum         | ゼンカイ      | 28. Feb. 2025          | -                                              |

## Trivia
- Am 14. Februar wurde die 18. Folge mit dem Titel "Erwachen" veröffentlicht. In dieser Episode verwandelt sich Son-Goku in eine noch unbenannte Verwandlung, die nahezu identisch mit dem Super-Saiyajin 4 aus Dragon Ball GT ist (Premiere in der 35. Folge mit dem Titel "Der vierfache Super-Saiyajin" vom 29. Januar 1997). Das ursprüngliche Design wurde von Katsuyoshi Nakatsuru entworfen – Grundkonzept, Basis-Designs sowie generelles Weltbild des Animes stammen jedoch von Akira Toriyama.[4]
- Dragon Ball Daima ist nebst Dragon Ball GT die einzige Dragon-Ball-Anime-Serie ohne offizielle Manga-Vorlage.